# New Zealand Football Championship 2020-2021
Il campionato neozelandese di calcio 2020-2021 è stata la 17ª edizione della New Zealand Football Championship, la massima serie del campionato neozelandese di calcio.
La stagione è iniziata il 14 novembre 2020, la fase a gironi è terminata il 28 febbraio mentre le i play-off si sono giocati tra il 13 e 21 marzo 2021.

## Stagione

### Novità
Da questa stagione le squadre partecipanti diminuiscono a 8 in quanto Tasman Utd e Southern United si sono unite al Canterbury Utd formando un'unica squadra nella South Island utilizzando il nome di quest'ultima.

### Formato
Il campionato si compone di due fasi: la stagione regolare e la fase finale per l'assegnazione del titolo. Nel corso della stagione regolare le 8 squadre si affrontano due volte con una partita in casa e una in trasferta. Al termine della stagione regolare le prime 4 classificate accedono alla fase finale. La vincitrice della finale vince il campionato e si qualifica al OFC Champions League 2022 insieme alla prima (o alla seconda, se coincidente) della stagione regolare.

## Squadre partecipanti
| Club                    | Città        | Stadio                | Stagione precedente       |
| ----------------------- | ------------ | --------------------- | ------------------------- |
| Auckland City           | Auckland     | Kiwitea Street        | Campione di Nuova Zelanda |
| Canterbury Utd          | Christchurch | English Park          | 10º posto in NZFC         |
| Eastern Suburbs         | Auckland     | Maddils Farm          | 4º posto in NZFC          |
| Hamilton Wanderers      | Hamilton     | Porritt Stadium       | 6º posto in NZFC          |
| Hawke’s Bay Utd         | Napier       | Bluewater Stadium     | 9º posto in NZFC          |
| Team Wellington         | Wellington   | David Farrington Park | 2º posto in NZFC          |
| Waitakere Utd           | Waitakere    | Seddon Field          | 3º posto in NZFC          |
| Wellington Phoenix Res. | Wellington   | David Farrington Park | 8º posto in NZFC          |

## Stagione regolare

### Classifica
aggiornata al 28 febbraio 2021
| Pos. | Squadra                 | Pt | G  | V | N | P | GF | GS | DR  |
| ---- | ----------------------- | -- | -- | - | - | - | -- | -- | --- |
| 1.   | Auckland City           | 28 | 14 | 8 | 4 | 2 | 27 | 13 | +14 |
| 2.   | Team Wellington         | 26 | 14 | 7 | 5 | 2 | 35 | 21 | +14 |
| 3.   | Hamilton Wanderers      | 20 | 14 | 5 | 5 | 4 | 23 | 21 | +2  |
| 4.   | Eastern Suburbs         | 19 | 14 | 5 | 4 | 5 | 25 | 23 | +2  |
| 5.   | Waitakere Utd           | 18 | 14 | 4 | 6 | 4 | 28 | 26 | +2  |
| 6.   | Canterbury Utd          | 18 | 14 | 5 | 3 | 6 | 21 | 24 | -3  |
| 7.   | Hawke’s Bay Utd         | 13 | 14 | 4 | 1 | 9 | 17 | 29 | -12 |
| 8.   | Wellington Phoenix Res. | 10 | 14 | 2 | 4 | 8 | 18 | 37 | -19 |

Legenda:
      Ammessa alla OFC Champions League 2022 e alle semifinali dei play-off.
      Ammessa alle semifinali dei play-off.
Note:
Tre punti a vittoria, uno a pareggio, zero a sconfitta.
La classifica viene stilata secondo i seguenti criteri:
- Punti conquistati
- Differenza reti generale
- Reti totali realizzate
- Punti conquistati negli scontri diretti
- Differenza reti negli scontri diretti
- Minor numero di cartellini rossi ricevuti
- Minor numero di cartellini gialli ricevuti
- Sorteggio

## Fase finale

### Tabellone
|  | Semifinali | Semifinali         | Semifinali |                 |   | Finale        | Finale | Finale |  |
|  |            |                    |            |                 |   |               |        |        |  |
|  | 1          | Auckland City      | 2          |                 |   |               |        |        |  |
|  | 1          | Auckland City      | 2          |                 |   |               |        |        |  |
|  | 4          | Eastern Suburbs    | 1          |                 |   |               |        |        |  |
|  | 4          | Eastern Suburbs    | 1          |                 | 1 | Auckland City | 2      |        |  |
|  |            |                    |            |                 | 1 | Auckland City | 2      |        |  |
|  |            |                    | 2          | Team Wellington | 4 |               |        |        |  |
|  | 2          | Team Wellington    | 2          | Team Wellington | 4 | 4             |        |        |  |
|  | 2          | Team Wellington    |            |                 |   |               |        |        |  |
|  | 3          | Hamilton Wanderers | 1          |                 |   |               |        |        |  |

| Auckland 21 marzo 2021, ore 16:10 Finale                                                              | Auckland City | 2 – 4                                  | Team Wellington | North Harbour Stadium (1587 spett.) |
| \| \| \| \| \| Tade 34’ (rig.) Manickum 42’ \| Marcatori \| 15’, 69’ Bevono 31’ Sinclair 55’ Whyte \| |               |                                        |                 |                                     |
| |               |                                        |                 |                                     |
| Tade 34’ (rig.) Manickum 42’                                                                          | Marcatori     | 15’, 69’ Bevono 31’ Sinclair 55’ Whyte |                 |                                     |

## Statistiche

### classifica marcatori
aggiornato al 21 marzo 2021
| Gol |  |  | Giocatore       | Squadra            |
| --- |  |  | --------------- | ------------------ |
| 15  |  |  | Hamish Watson   | Team Wellington    |
| 12  |  |  | Derek Tieku     | Hamilton Wanderers |
| 9   |  |  | Sam Mason-Smith | Team Wellington    |
| 8   |  |  | Logan Rogerson  | Auckland City      |